# Schwere Panzer-Abteilung 501
La schwere Panzer-Abteilung 501 est un bataillon de chars lourds de la Wehrmacht ayant combattu sur le théâtre nord-africain et le front de l’Est pendant la Seconde Guerre mondiale.

## Historique

### Création
L’Allemagne créé ses premières unités de chars lourds au début de l’année 1942. D’abord organisées sous la forme de compagnies, celles-ci sont rapidement transformées en bataillons de chars lourds, ou schwere Panzer-Abteilungen. Le schwere Panzer-Abteilung 501 est créé à Erfurt le 10 mai 1942 par la fusion des 1re et 2e compagnies de chars lourds, auxquelles sont ajoutées des effectifs provenant du Panzer Ersatz-Abteilung 1 et des nouvelles recrues sortant de l’école des tireurs blindés de Putlos. À ce stade, le bataillon ne dispose pas de ses chars lourds : il aurait dû en principe être équipé avec la version de production du VK 45.01 (P), mais celle-ci a pris du retard ; les conducteurs et le personnel de maintenance sont toutefois envoyés à la fin du mois à l'usine des Nibelungen, où sont produits les chars, afin d’être formés.
Le premier char lourd arrive à la fin du mois d’août. Il s’agit d’un VK 45.01 (H), la version de Henschel du Tigre, la version de Porsche n’étant toujours pas prête. À l’automne, le bataillon est dispersé : la majeure partie est envoyé à Reggio pour s’entraîner, mais la deuxième compagnie participe seule à l’invasion de la zone libre.

### Campagne d’Afrique du Nord
Tandis que la deuxième compagnie reste en France, le reste du bataillon embarque à partir du 20 novembre pour la Tunisie. La première compagnie est opérationnelle à partir du 1er décembre et détruit le jour même une dizaine de chars alliés près de Djedaida. L’attaque se poursuit dans les jours suivants en infligeant de lourdes pertes aux Alliés, bien que les Tigre souffrent régulièrement de problèmes mécaniques les empêchant de participer aux combats, laissant les Panzer III affronter l’adversaire seuls.
La deuxième compagnie arrive à son tour en Tunisie au début du mois de janvier 1943, mais ne rejoint pas immédiatement le reste du bataillon. Celui-ci perd le 18 janvier près du lac Kebir son premier Tigre, dont le train de roulement est endommagé par une mine : ne pouvant le réparer faute de pièce de rechange et ne pouvant pas le laisser sur place en raison du risque de capture, il est détruit à l’explosif. Deux autres Tigre appartenant à la deuxième compagnie sont perdus le 20 janvier près de Robaa. malgré ces pertes, le bataillon continue d’infliger de lourds dommages aux Alliés, la première compagnie détruisant par exemple vingt M4 dans la seule journée du 14 février.
Le bataillon participe à partir du 26 février à l’opération Ochsenkopf. L’attaque ralentit toutefois rapidement et s’arrête le 1er mars. Devant se replier, le bataillon est contraint de détruire sept chars qui ne peuvent plus se déplacer, ne le laissant plus qu’avec un seul Tigre opérationnel. Une troisième compagnie est mise sur pied le 6 mars, mais dans les mois qui suivent, la situation de l’Afrikakorps continue de se dégrader. Finalement, les restes des deux premières compagnies finissent par se trouver acculés dans la péninsule de Bon, où ils se rendent aux Britanniques le 12 mai, tandis que la troisième est rattachée le 1er juillet à la Panzergrenadierdivision Großdeutschland, mettant fin pour un temps à l’existence du bataillon.

### Liste des commandants successifs
| Nom        | Début          | Fin              | Grade          | Remarque                             |
| ---------- | -------------- | ---------------- | -------------- | ------------------------------------ |
| Lueder     | 10 mai 1942    | 28 février 1943  | Major          | Blessé au combat le 28 février 1943. |
| Erich Löwe | septembre 1943 | 23 décembre 1943 | Major          | Disparu au combat                    |
| von Legat  | janvier 1944   | août 1944        | Oberstleutnant |                                      |
| Saemisch   | mai 1942       | janvier 1945     | Major          | Mort au combat                       |